# Густаво Куертен
Ґуста́во «Ґуґа́» Куерте́н (порт. Gustavo Kuerten; *10 вересня 1976, Флоріанополіс) — колишній бразилійський тенісист, триразовий чемпіон Ролан-Гарросу. Найвищу одиночну позицію світового рейтингу — 1 місце досяг 4 грудня 2000, парну — 38 місце — 13 жовтня 1997 року. Здобув 20 одиночних та 8 парних титулів. Завершив кар'єру 2008 року.

## Життєпис
Народився 10 вересня 1976 року в місті Флоріанополіс, Бразилія.
Куертен очолював світовий рейтинг 43 тижні. Загалом за кар'єру він здобув 20 титулів в одиночному та 8 — у парному розрядах.
У травні 2008 року після поразки в першому колі відкритого чемпіонату Франції, завершив свою 12-ти річну професійну кар'єру. У 2009 році розпочав написання автобіографічної книжки. Видання книги очікується в 2010–2011 роках. За словами автора в книзі будуть цікаві історії з життя спортсмена.

## Загальна статистика
| W | Ф | ПФ | ЧФ | #Р | КТ | К# | DNQ | A | NH |

### Виступи у турнірах Великого шолома
| Турнір                                 | 1995 | 1996 | 1997 | 1998 | 1999 | 2000 | 2001 | 2002 | 2003 | 2004 | 2005 | 2006 | 2007 | 2008 | SR     | В-П   |
| -------------------------------------- | ---- | ---- | ---- | ---- | ---- | ---- | ---- | ---- | ---- | ---- | ---- | ---- | ---- | ---- | ------ | ----- |
| Відкритий чемпіонат Австралії з тенісу |      |      | 2р   | 2р   | 2р   | 1р   | 2р   | 1р   | 2р   | 3р   |      |      |      |      | 0 / 8  | 7–8   |
| Відкритий чемпіонат Франції з тенісу   |      | 1р   | П    | 2р   | ЧФ   | П    | П    | 4р   | 4р   | ЧФ   | 1р   |      |      | 1р   | 3 / 11 | 36–8  |
| Вімблдонський турнір                   |      |      | 1р   | 1р   | ЧФ   | 3р   |      |      | 2р   |      |      |      |      |      | 0 / 5  | 7–5   |
| Відкритий чемпіонат США з тенісу       |      |      | 3р   | 2р   | ЧФ   | 1р   | ЧФ   | 4р   | 1р   | 1р   | 2р   |      |      |      | 0 / 9  | 15–9  |
| В-П                                    | 0–0  | 0–1  | 10–3 | 3–4  | 13–4 | 9–3  | 12–2 | 6–3  | 5–4  | 6–3  | 1–2  | 0–0  | 0–0  | 0–1  | 3 / 33 | 65–30 |

#### Фінали: 3 (3 перемоги)
| Результат | Рік  | Турнір                      | Покриття | Суперник       | Рахунок                 |
| --------- | ---- | --------------------------- | -------- | -------------- | ----------------------- |
| Перемога  | 1997 | Відкритий чемпіонат Франції | Ґрунт    | Серхі Бругера  | 6–3, 6–4, 6–2           |
| Перемога  | 2000 | Відкритий чемпіонат Франції | Ґрунт    | Магнус Норман  | 6–2, 6–3, 2–6, 7–6(8–6) |
| Перемога  | 2001 | Відкритий чемпіонат Франції | Ґрунт    | Алекс Корретха | 6–7(3–7), 7–5, 6–2, 6–0 |

### Графік виступів на чемпіонатах закінчення сезону
| Турнір    | 1995              | 1996              | 1997              | 1998              | 1999 | 2000 | 2001 | 2002              | 2003              | 2004              | 2005              | 2006              | 2007              | 2008              | SR    | В-П |
| --------- | ----------------- | ----------------- | ----------------- | ----------------- | ---- | ---- | ---- | ----------------- | ----------------- | ----------------- | ----------------- | ----------------- | ----------------- | ----------------- | ----- | --- |
| Фінал ATP | Не кваліфікувався | Не кваліфікувався | Не кваліфікувався | Не кваліфікувався | RR   | П    | RR   | Не кваліфікувався | Не кваліфікувався | Не кваліфікувався | Не кваліфікувався | Не кваліфікувався | Не кваліфікувався | Не кваліфікувався | 1 / 3 | 5–6 |

#### Фінали: 1 (1 перемога)
| Результат | Рік  | Турнір                         | Покриття   | Суперник     | Рахунок       |
| --------- | ---- | ------------------------------ | ---------- | ------------ | ------------- |
| Перемога  | 2000 | Tennis Masters Cup, Португалія | Тверде (i) | Андре Агассі | 6–4, 6–4, 6–4 |

## Фінали турнірів ATP

#### Одиночний розряд: 29 (20 титулів, 9 поразок)
| Легенда                             |
| ----------------------------------- |
| Grand Slam (3–0)                    |
| Рік-end championships (1–0)         |
| ATP Masters Series (5–5)            |
| ATP International Series Gold (4–1) |
| ATP International Series (7–3)      |

| Фінали за покриттям |
| ------------------- |
| Тверде (6–4)        |
| Ґрунт (14–4)        |
| Трава (0–0)         |
| Килим (0–1)         |

| Фінали за типом корту |
| --------------------- |
| Відкритий корт (18–8) |
| Закритий корт (2–1)   |

| Результат | В-П  | Дата            | Турнір                                               | Покриття   | Опонент             | Рахунок                            |
| --------- | ---- | --------------- | ---------------------------------------------------- | ---------- | ------------------- | ---------------------------------- |
| Перемога  | 1–0  | 8 червня 1997   | Відкритий чемпіонат Франції з тенісу, Paris, Франція | Ґрунт      | Серхі Бругера       | 6–3, 6–4, 6–2                      |
| Поразка   | 1–1  | 15 червня 1997  | Bologna, Італія                                      | Ґрунт      | Фелікс Мантілья     | 6–4, 2–6, 1–6                      |
| Поразка   | 1–2  | 3 серпня 1997   | Мастерс Канада, Канада                               | Тверде     | Кріс Вудруфф        | 5–7, 6–4, 3–6                      |
| Перемога  | 2–2  | 26 липня 1998   | Штуттґард, Німеччина                                 | Ґрунт      | Кароль Кучера       | 4–6, 6–2, 6–4                      |
| Перемога  | 3–2  | 4 жовтня 1998   | Valencia Open, Іспанія                               | Ґрунт      | Карлос Моя          | 6–7(5–7), 6–2, 6–3                 |
| Перемога  | 4–2  | 25 квітня 1999  | Монте-Карло, Монако                                  | Ґрунт      | Марсело Ріос        | 6–4, 2–1, retired                  |
| Перемога  | 5–2  | 16 травня 1999  | Рим, Італія                                          | Ґрунт      | Патрік Рафтер       | 6–4, 7–5, 7–6(8–6)                 |
| Перемога  | 6–2  | 5 березня 2000  | Сантьяго, Чилі                                       | Ґрунт      | Маріано Пуерта      | 7–6(7–3), 6–3                      |
| Поразка   | 6–3  | 2 квітня 2000   | Відкритий чемпіонат Маямі з тенісу, USA              | Тверде     | Піт Сампрас         | 1–6, 7–6(7–2), 6–7(5–7), 6–7(8–10) |
| Поразка   | 6–4  | 14 травня 2000  | Rome, Італія                                         | Ґрунт      | Маґнус Норман       | 3–6, 6–4, 4–6, 4–6                 |
| Перемога  | 7–4  | 21 травня 2000  | Гамбург, Німеччина                                   | Ґрунт      | Марат Сафін         | 6–4, 5–7, 6–4, 5–7, 7–6(7–3)       |
| Перемога  | 8–4  | 11 червня 2000  | French Open, Paris, Франція (2)                      | Ґрунт      | Магнус Норман       | 6–2, 6–3, 2–6, 7–6(8–6)            |
| Перемога  | 9–4  | 20 серпня 2000  | Indianapolis, USA                                    | Тверде     | Марат Сафін         | 3–6, 7–6(7–2), 7–6(7–2)            |
| Перемога  | 10–4 | 3 грудня 2000   | Фінал ATP, Lisbon, Португалія                        | Тверде (i) | Андре Агассі        | 6–4, 6–4, 6–4                      |
| Перемога  | 11–4 | 25 лютого 2001  | Буенос-Айрес, Аргентина                              | Ґрунт      | Хосе Акасусо        | 6–1, 6–3                           |
| Перемога  | 12–4 | 4 березня 2001  | Abierto Mexicano TELCEL, Мексика                     | Ґрунт      | Гало Бланко         | 6–4, 6–2                           |
| Перемога  | 13–4 | 22 квітня 2001  | Monte Carlo, Монако (2)                              | Ґрунт      | Хішам Аразі         | 6–3, 6–2, 6–4                      |
| Поразка   | 13–5 | 13 травня 2001  | Rome, Італія                                         | Ґрунт      | Хуан Карлос Ферреро | 6–3, 1–6, 6–2, 4–6, 2–6            |
| Перемога  | 14–5 | 10 червня 2001  | French Open, Paris, Франція (3)                      | Ґрунт      | Алекс Корретха      | 6–7(3–7), 7–5, 6–2, 6–0            |
| Перемога  | 15–5 | 22 липня 2001   | Stuttgart, Німеччина (2)                             | Ґрунт      | Гільєрмо Каньяс     | 6–3, 6–2, 6–4                      |
| Перемога  | 16–5 | 12 серпня 2001  | Мастерс Цинциннаті, USA                              | Тверде     | Patrick Rafter      | 6–1, 6–3                           |
| Поразка   | 16–6 | 19 серпня 2001  | Indianapolis, USA                                    | Тверде     | Patrick Rafter      | 2–4, retired                       |
| Перемога  | 17–6 | 15 вересня 2002 | Costa do Sauípe, Бразилія                            | Тверде     | Гільєрмо Кор'я      | 6–7(4–7), 7–5, 7–6(7–2)            |
| Поразка   | 17–7 | 13 жовтня 2002  | Ліон, Франція                                        | Килим (i)  | Поль-Анрі Матьє     | 6–4, 3–6, 1–6                      |
| Перемога  | 18–7 | 12 січня 2003   | Окленд, Нова Зеландія                                | Тверде     | Домінік Хрбати      | 6–3, 7–5                           |
| Поразка   | 18–8 | 16 березня 2003 | Індіан-Веллс, USA                                    | Тверде     | Ллейтон Г'юїтт      | 1–6, 1–6                           |
| Перемога  | 19–8 | 26 жовтня 2003  | Санкт-Петербург, Росія                               | Тверде (i) | Саргис Саргсян      | 6–4, 6–3                           |
| Поразка   | 19–9 | 15 лютого 2004  | Chile Open, Чилі                                     | Ґрунт      | Фернандо Гонсалес   | 5–7, 4–6                           |
| Перемога  | 20–9 | 29 лютого 2004  | Costa do Sauípe, Бразилія (2)                        | Ґрунт      | Агустін Кальєрі     | 3–6, 6–2, 6–3                      |

#### Парний розряд: 10 (8 титулів, 2 поразки)
| Легенда                             |
| ----------------------------------- |
| Grand Slam (0–0)                    |
| Рік-end championships (0–0)         |
| ATP Masters Series (0–1)            |
| ATP International Series Gold (2–0) |
| ATP International Series (6–1)      |

| Фінали by Покриття |
| ------------------ |
| Тверде (1–1)       |
| Ґрунт (7–0)        |
| Трава (0–0)        |
| Килим (0–1)        |

| Фінали за типом корту |
| --------------------- |
| Відкритий корт (8–1)  |
| Закритий корт (0–1)   |

| Результат | В-П | Дата              | Турнір                           | Покриття  | Партнер           | Опоненти                         | Рахунок       |
| --------- | --- | ----------------- | -------------------------------- | --------- | ----------------- | -------------------------------- | ------------- |
| Перемога  | 1–0 | 10 листопада 1996 | Сантьяго, Чилі                   | Ґрунт     | Фернандо Мелігені | Діну Пескаріу Альберт Портас     | 6–4, 6–2      |
| Перемога  | 2–0 | 13 квітня 1997    | Estoril Open, Португалія         | Ґрунт     | Фернандо Мелігені | Андреа Гауденці Філіппо Мессорі  | 6–2, 6–2      |
| Перемога  | 3–0 | 15 червня 1997    | Bologna, Італія                  | Ґрунт     | Фернандо Мелігені | Дейв Ренделл Джек Вейт           | 6–2, 7–5      |
| Перемога  | 4–0 | 20 липня 1997     | Штуттґард, Німеччина             | Ґрунт     | Фернандо Мелігені | Доналд Джонсон Франсіско Монтана | 6–4, 6–4      |
| Перемога  | 5–0 | 12 липня 1998     | Ґштад, Швейцарія                 | Ґрунт     | Фернандо Мелігені | Даніель Оршанік Цирил Сук        | 6–4, 7–5      |
| Перемога  | 6–0 | 10 січня 1999     | Аделаїда, Австралія              | Тверде    | Ніколас Лапентті  | Джим Кур'є Патрік Гелбрайт       | 6–4, 6–4      |
| Перемога  | 7–0 | 5 березня 2000    | Santiago, Чилі (2)               | Ґрунт     | Антоніо Пріето    | Лен Бейл Піт Норвал              | 6–2, 6–4      |
| Перемога  | 8–0 | 4 березня 2001    | Abierto Mexicano TELCEL, Мексика | Ґрунт     | Доналд Джонсон    | Девід Адамс Мартін Гарсія        | 6–3, 7–6(7–5) |
| Поразка   | 8–1 | 15 вересня 2002   | Costa do Sauípe, Бразилія        | Тверде    | Андре Са          | Скотт Гамфріс Марк Мерклейн      | 3–6, 6–7(1–7) |
| Поразка   | 8–2 | 3 листопада 2002  | Париж, Франція                   | Килим (i) | Седрік Пйолін     | Ніколя Ескюде Фабріс Санторо     | 3–6, 6–7(6–8) |